# Josef Jakob Halda
Josef Jakob Halda  (nacido en 1943) es un botánico y explorador checo. Ha realizado extensas expediciones botánicas a México, y desarrolló gran parte de su obra científica en el "Instituto Botánico" de la "Academia Checa de Ciencias".

## Algunas publicaciones
- Halda, JJ. 1996. Some taxonomic problems in the genus Daphne L.II Acta Musei Richnoviensis 6 (3)
- ----. 1997a. Systematic treatment of the Genus Paeonia L. with some nomenclatoric changes. Acta Musei Richnoviensis 4 (2)
- ----. 1997b. Synopsis of the Genus Haworthia Duval, with some nomenclatoric changes. Acta Musei Richnoviensis 4 (2)
- ----. 1997c. Dwarf succulent saxifragas (section Porphyrion Engler & Irmscher). Acta Musei Richnoviensis 4 (2)

### Libros
- Halda, JJ. 1992. The genus Primula in cultivation and the wild. Ed. Tethys Books
- ----. 1996a. The Genus Gentiana. Ed. Sen Dobre
- ----, L Horáček. 1996b. New desciptions and combinations Trillium x tcrockeranum . Acta Musei Richnoviensis 6 (3), 44 pp.
- Halda, JJ; JW Waddick. 2004. The Genus Paeonia [ilustrado por Jamila Haldova]. Ed. Timber Press, Inc. 228 pp. ISBN 0-88192-612-4
- La abreviatura «Halda» se emplea para indicar a Josef Jakob Halda como autoridad en la descripción y clasificación científica de los vegetales.[1]